# William Stanier
William Arthur Stanier (Swindon, 27 maggio 1876 – Watford, 27 settembre 1965) è stato un ingegnere inglese.
Chief Mechanical Engineer della London, Midland and Scottish Railway, che si distinse per i suoi progetti di locomotive a vapore.

## Biografia
Nacque a Swindon, dove suo padre lavorava per la Great Western Railway (GWR) come segretario del Chief Locomotive Engineer dell'azienda William Dean, e studiò presso la Swindon High School e anche, per un solo anno, presso il Wycliffe College.
Nel 1891, seguendo le orme paterne, iniziò a lavorare nella GWR, dapprima come impiegato amministrativo e poi, per cinque anni, come apprendista operaio d'officina. Dal 1897 al 1900 lavorò come disegnatore progettista, e nel 1900 diventò ispettore del materiale rotabile. Nel 1904 George Jackson Churchward, sovrintendente della Divisione Locomotive a Londra, lo scelse quale proprio assistente. Nel 1912 Stanier tornò a Swindon per diventare assistente del direttore dell'officina e nel 1920 gli subentrò nell'incarico.
All'inizio del 1931 Stanier fu scelto da Sir Josiah Stamp, presidente della London, Midland and Scottish Railway (LMS), quale Chief Mechanical Engineer (CME) di quella società, e assunse il ruolo dal 1º gennaio 1932. Fu incaricato di progettare delle locomotive più moderne e più potenti, impiegando le conoscenze acquisite durante la sua permanenza a Swindon. Stanier sviluppò alcuni dei più riusciti progetti della LMS, come la "Black 5" (una 4-6-0 per servizi misti) e le 8F, utilizzate per i treni merci. Il gruppo "Princess Coronation", di rodiggio 4-6-2 comprese l'unità 6220 "Coronation", detentrice del primato di velocità britannico 114 mph, superato poi solo dalla Mallard della LNER.
Durante la seconda Guerra mondiale fu consulente del Ministry of Supply. Nel 1943 fu insignito del titolo di cavaliere, ed eletto membro della Royal Society (unico caso dopo George Stephenson). Nel 1944, dopo il pensionamento,  fu anche nominato presidente dell'Institution of Mechanical Engineers. Fu vice presidente della Stephenson Locomotive Society per molti anni fino alla sua morte nel 1965.

## Progetti di locomotive
William Stanier progettò i seguenti tipi costruttivi:
- LMS Class 2P 0-4-4T (progettata durante l'attività nella Midland Railway)
- LMS Class 3MT 2-6-2T
- LMS Class 4MT 2-6-4T (a due cilindri)
- LMS Class 4MT 2-6-4T (a tre cilindri)
- LMS Class 5MT 2-6-0
- LMS Class 5MT "Black Five" 4-6-0
- LMS Class 6P "Jubilee" 4-6-0
- LMS Class 8P "Princess Royal" 4-6-2
- LMS Class 8P "Princess Coronation" 4-6-2
- LMS Class 8F 2-8-0
- LMS Turbomotive

## Vita privata
Nel 1906 sposò Ella Elizabeth. Dal loro matrimonio nacquero un figlio e una figlia.

### Biografia
- H. Hartley, William Arthur Stanier. 1876-1965, in Biographical Memoirs of Fellows of the Royal Society 12 (1966), pp. 488–426
- The Oxford Dictionary of National Biography, 2004
- O. S. Nock, A History of the LMS, v. II. The record-breaking Thirties 1931-39, George Allen & Unwin, 1982, ISBN 0-04-385093-6, pp. 10–11
- Hamilton Ellis, London Midland & Scottish. A Railway in Retrospect, Ian Allan Ltd, 1970, ISBN 0-7110-0048-4, p. 167